# Metriocnemus aequalis
Metriocnemus aequalis är en tvåvingeart som beskrevs av Oskar Augustus Johannsen 1934. Metriocnemus aequalis ingår i släktet Metriocnemus och familjen fjädermyggor. Inga underarter finns listade i Catalogue of Life.